# Aatal

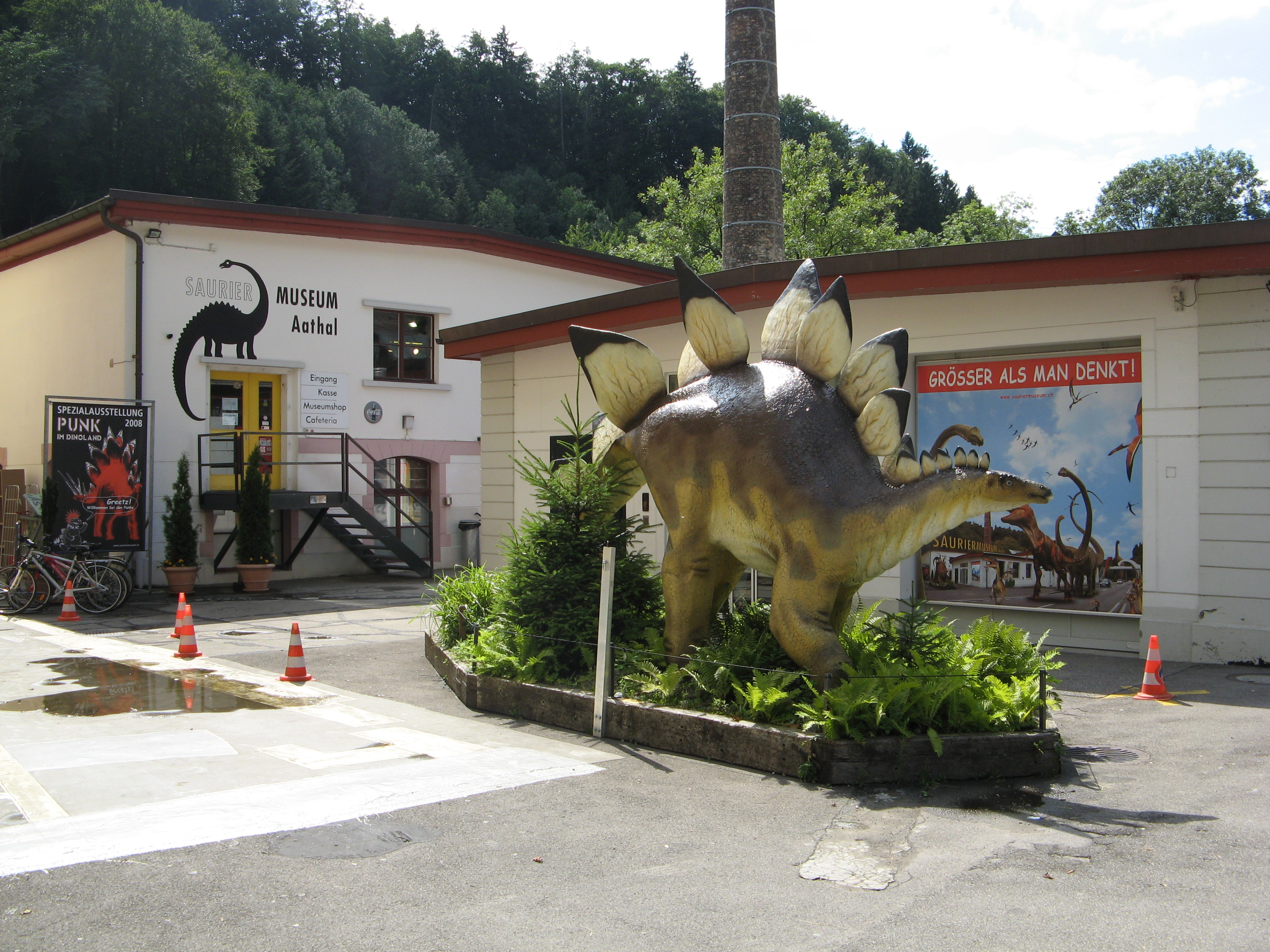
Il museo dei dinosauri di Aathal

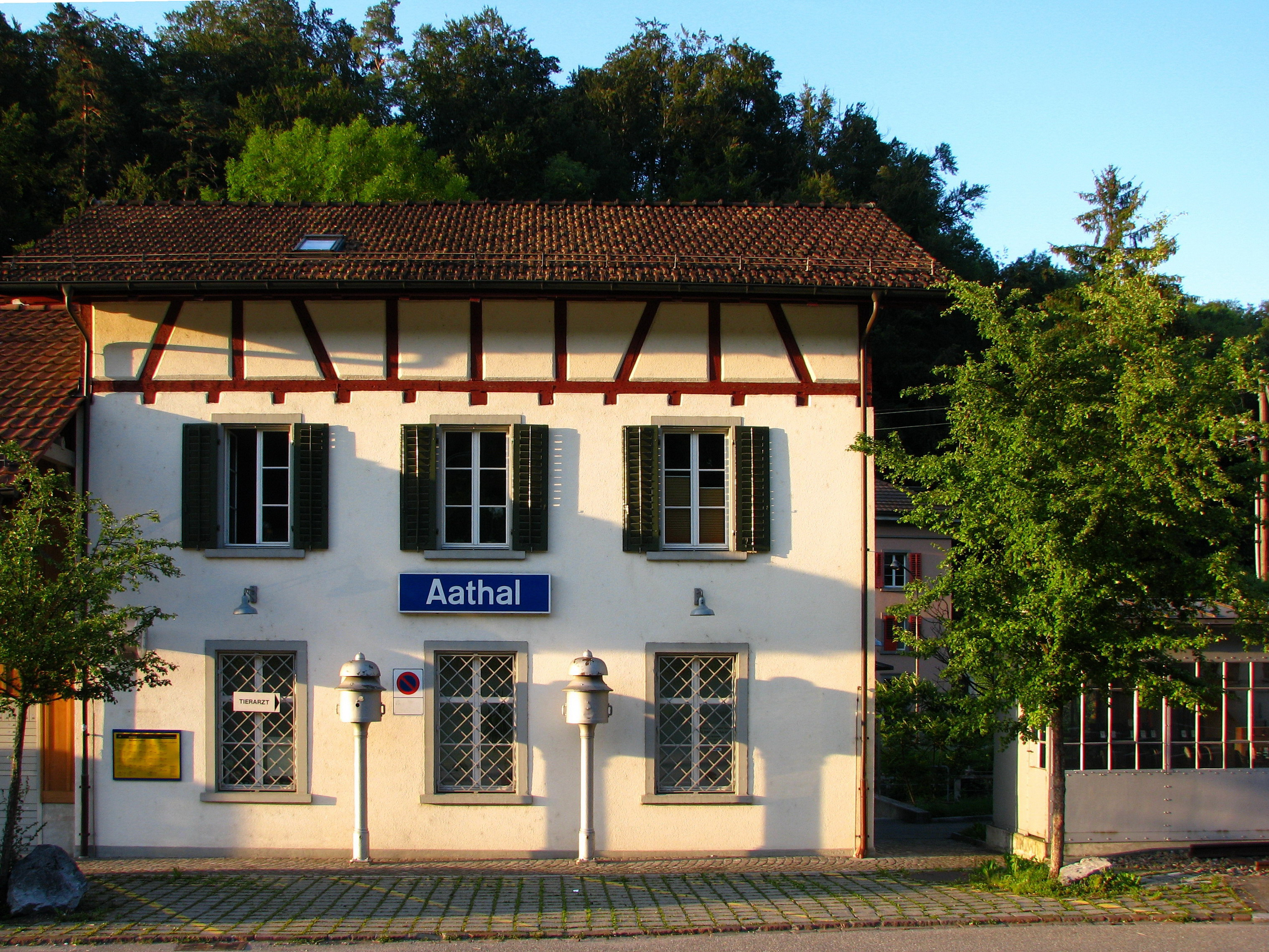
La stazione ferroviaria dismessa di Aathal

L'Aatal è una valle stretta i cui fianchi sono coperti da foreste situata tra le città di Uster e Wetzikon, nel cantone di Zurigo, in Svizzera. La valle é attraversatata dall'Aa di Uster. Nell'Aatal si trova il villaggio di Aathal, appartenente al comune di Seegräben, il cui nome corrisponde alla grafia della valle valida prima della riforma ortografica del 1901.
L'Aatal rappresenta un'importante arteria di comunicazione fiancheggiata da industrie e attività commerciali, la quale collega l'area metropolitana di Zurigo con i comuni dell'Oberland Zurighese. attraverso la valle scorrono sia la strada regionale principale (strada cantonale) tra Uster e Wetzikon, estremamente trafficata, e la linea dell'ex-ferrovia Wallisellen-Uster-Rapperswil (Glatthalbahn): su quest'ultima la linea S14 dell'S-Bahn zurighese effettua ad Aathal una fermata ogni mezz'ora. Oltre agli edifici di varie ex fabbriche di filatura, che sono collegati da un percorso industriale, un'altra attrazione è costituita dal museo dei dinosauri.
Nel diciottesimo e nel diciannovesimo secolo l'energia idroelettrica venne ampiamente utilizzata dall'industria del cotone. Dal 2008 sono stati fatti sforzi per aumentare l'utilizzazione di piccole centrali idroelettriche per la produzione di elettricità.